# MusicBrainz
MusicBrainz – projekt stworzenia otwartej encyklopedii muzycznej. Jest to internetowa baza danych o muzyce, która podobnie jak Freedb została stworzona w odpowiedzi na ostre restrykcje w CDDB. W obecnej formie nie jest już tylko katalogiem informacji o płytach CD, ale semantyczną bazą meta-danych muzycznych.

## Status prawny i licencje
Podstawowe dane zawarte w MusicBrainz (artyści, utwory, albumy itp.) dostępne są w ramach domeny publicznej. Pozostałe treści, takie jak wkład będący oryginalnym dziełem edytora (np. wyjaśnienia dotyczące wprowadzanych zmian) objęte są licencją Creative Commons CC BY-NC-SA.
Relacyjny system bazy danych zbudowano w PostgreSQL. Kod serwera wydano na licencji GNU General Public License. Biblioteka python-musicbrainz2 jest objęta licencją The BSD License, która umożliwia wykorzystanie kodu we własnościowym oprogramowaniu.

## Programy obsługujące MusicBrainz
- MusicBrainz Picard – Linux/Windows/Mac OS program tagujący pliki muzyczne[7],
- Amarok – Linux/KDE odtwarzacz multimediów,
- Banshee – Linux/GNOME odtwarzacz multimediów,
- PinkyTagger – Linux/KDE program tagujący pliki muzyczne,
- Quod Libet – Linux/GNOME odtwarzacz multimediów,
- Sound Juicer – Linux/GNOME CD ripper.

Dodatkowo, dzięki usłudze FreeDB gateway (mb2freedb), możliwy jest dostęp do zasobów MusicBrainz z poziomu dowolnej aplikacji obsługującej protokół FreeDB.

## Dostępne API i biblioteki
- XML Web Service – usługa internetowa oparta na XML i HTTP
- python-musicbrainz2 – wzorcowa biblioteka napisana w języku Python
- WebService::MusicBrainz – biblioteka dla języka Perl
- RBrainz biblioteka dla języka Ruby
- Musicbrainz Sharp – biblioteka dla języka C#
- brainz-mmd-jaxb – biblioteka dla języka Java
- phpbrainz – biblioteka dla języka PHP